# Genlisea aurea
Genlisea aurea ist eine fleischfressende Pflanze aus der Gattung der Reusenfallen (Genlisea). Sie wird im deutschsprachigen Raum auch Gelbe Reusenfalle genannt.
Neben Genlisea violacea und Genlisea margaretae war Genlisea aurea eine der drei Arten, an denen Wilhelm Barthlott 1998 die lang vermutete Karnivorie der Gattung nachwies.

## Beschreibung

### Vegetative Merkmale
Genlisea aurea ist eine ausdauernde, krautige Pflanze, relativ kräftig für eine Reusenfallen-Art und erreicht eine Wuchshöhe von 10 bis 30 (selten 9 bis über 55) Zentimeter. Die vollständig unterirdisch liegenden, korkenzieherartig gewundenen Fallen, die sogenannten Rhizophylle, erreichen eine Länge bis 10,7 Zentimeter, mit einer mehr oder weniger eiförmigen Verdickung und sorgen durch Anlockung von Kleinstlebewesen wie Ciliaten für den Fang der Beute.
Die Blätter stehen annähernd fächerförmig in einer dichten, schleimbedeckten Rosette und haben einen langen, vollständig unterirdisch liegenden Blattstiel. Sie sind spatulat, gelegentlich umgekehrt-eiförmig spatulat, sich zum Blattgrund verjüngend, die Spitze ist gelegentlich gestutzt oder gekerbt. Die Blätter sind zwischen 5 und 50 Millimeter lang und 0,5 bis 2 (selten bis 4,5) Millimeter breit.

### Generative Merkmale
Die bis zu 55 Zentimeter hohe, behaarte Blütenstandsachse trägt vier bis sechs (selten ein bis elf) dotter- bis goldgelbe Blüten. Der Stängel ist am Ansatz mit Gruppen mehrzelliger Drüsenhaaren besetzt, selten und spärlich auch mit mehrzelligen nichtdrüsigen Haaren, die sich an der Spitze der Blütenstandsachse häufen. Entlang des Stängels stehen ein bis zwölf Tragblätter, sie sind an Rand und Rückseite mit beiden Haartypen besetzt, eiförmig bis lanzettlich, in der Regel spitz zulaufend, gelegentlich jedoch stumpf oder gekerbt, 2,5 bis 3,5 (1,5 bis 6,5) Millimeter lang und 0,5 bis 1 (1,5) Millimeter breit. Die stets aufrechten Blütenstiele sind rund 5 (2 bis 25) Millimeter lang und mit drüsigen sowie vereinzelten nichtdrüsigen Haaren besetzt, auch hier finden sich Tragblätter, sie ähneln denen der Blütenstandsachse, sind aber 2 (1,5 bis 4) Millimeter lang und 1 (0,5 bis 2,3) Millimeter breit. Die beiden Vorblätter sind behaart, 2 (1,2 bis 3,5) Millimeter lang, 0,5 (0,3 bis 1,3) Millimeter breit, im Allgemeinen länglich-rund oder eiförmig bis lanzettlich, selten linealisch-lanzettlich, die Spitze kann stumpf bis spitz sein.

## Verbreitung
Genlisea aurea ist in Brasilien heimisch, sie kommt in den Bundesstaaten Mato Grosso, Bahia und Santa Catarina vor. Dort wächst sie in Höhenlagen zwischen 550 und 2550 m. Sie bevorzugt eine halb-aquatische, teilweise untergetauchte Lebensweise in sauren Humusböden.

## Genetik
Die Chromosomenzahl wird mit 2n=ca. 52 angegeben. Mit 63,6 Mbp für Genlisea aurea enthält die Art das zweitkleinste bekannte Genom aller bedecktsamigen Pflanzen (nur knapp unterboten von 63,4 Mbp für Genlisea margaretae). Bemerkenswert ist auch die Größe der einzelnen Chromosomen, die sich mit 2,1 Mbp in den Größenordnungen von Bakterien bewegen.

## Etymologie
Der Gattungsname Genlisea ehrt die französische Schriftstellerin Stéphanie-Félicité de Genlis (1746–1830). Der Artenname (Epitheton) aurea leitet sich vom lateinischen Wort aurum für „Gold“ ab und beschreibt die kräftig gelben Blüten.